# Szókratész-program
A Szókratész-program az Európai Unió akcióprogramja volt az európai együttműködés erősítésére az oktatásügy területén. Eredetileg a Szókratész-program 1994-től 1999. december 31-ig tartott, amelyet 2000. január 24-én mint Szókratész II. programot meghosszabbítottak 2006 végéig. A Szókratész-program az oktatásügy minden területét felölelte az óvodától a felnőttoktatásig, utódja a Lifelong Learning (egész életen át tartó tanulás) program.

## A Szókratész-program területei
Az akcióprogram 8 konkrét területet ölelt fel, azaz 8 alprogramból állt:
- Comenius-program: oktatási intézmények együttműködésének támogatása. Tanárok képzése és továbbképzése. Nemzetközi iskolai együttműködési hálózatok kiépítése, támogatása.
- Erasmus-program: a felsőfokú oktatási intézmények együttműködésének erősítése. Mindenekelőtt a hallgatók és az oktatók mobilitásának növelése (ehhez ösztöndíjak biztosítása, információs rendszer kiépítése). Tematikus hálózatok kialakítása.
- Grundtvig-program: a felnőttoktatásban foglalkoztatottak együttműködésének erősítése. Kapcsolatépítés a felnőttoktatás területén.
- Nyelvi program: nyelvoktatás támogatása. Különféle nyelvtanulási csereprogramok, nyelvoktatáshoz használatos segédanyagok kidolgozása.
- Minerva-program: a távoktatásban és ismeretterjesztésben használható módszerek kutatása kidolgozása. Az információs technológia és a telekommunikáció alkalmazásának kutatása az oktatásügy területén.
- Monitoring és innováció: az Oktatási rendszerek átláthatóságának és összehasonlíthatóságának vizsgálata. Az európai oktatási rendszer megújulásának támogatása információcsere, tapasztaltsere valamint az uniós tagállamok oktatási rendszereinek és oktatási politikáinak analízise, összehasonlító tanulmányok készítése
- Közös akciók: a különböző akcióprogramok megvalósításához egyedi és átfogo akciók szervezése.
- Egyéb feladatok: a Szókratész akcióprogram helyi marketingje, a tagállamokban. (speciális anyagok, információk).

A Szókratész II. program azaz a Szókratész program második fázisa az Európai Unió 2000-2006 közötti (7 éves) költségvetéséből 1,85 milliárd €-val részesedett.

## A Szókratész-programban részt vevő államok
A Szókratész-programban 31 európai állam vett részt:
- A Unió 25 tagállama: Ausztria, Belgium, Csehország, Ciprus, Dánia, Egyesült Királyság, Észtország, Finnország, Franciaország, Görögország, Hollandia, Írország, Lengyelország, Lettország, Litvánia, Luxemburg, Magyarország, Málta, Németország, Olaszország, Portugália, Spanyolország, Svédország, Szlovákia, Szlovénia
- 3 EFTA ország: Izland, Liechtenstein és Norvégia
- 3 EU-tagságra pályázó ország: Bulgária, Románia és Törökország

## Külső kapcsolatok
- Európai Bizottság > Oktatás és képzés > Lifelong learning program (angolul) (a Szókratész utódja)
- Tempus Közalapítvány, a program magyar nemzeti irodája